# Aeropuerto Internacional de Ciudad Obregón
El Aeropuerto Internacional de Ciudad Obregón (Código IATA: CEN - Código OACI: MMCN - Código DGAC: CEN), es un aeropuerto internacional localizado a 15 kilómetros al sureste del centro de Ciudad Obregón, Sonora, México. Cuenta con una terminal con dos pasillos telescópicos. Es operado por Aeropuertos y Servicios Auxiliares, una corporación del gobierno federal.

## Información
El Aeropuerto fue incorporado a la red ASA en 1965, cuenta con una superficie de 385 hectáreas aproximadamente y su plataforma para la aviación comercial es de 17.325 metros cuadrados; además tiene tres posiciones (dos con pasillos telescópicos) y una pista de 2,3 kilómetros de longitud, apta para recibir aviones tipo Boeing 757. 
Posee estacionamiento propio, con capacidad de 160 lugares. Además ofrece los servicios de alquiler de automóviles y transporte terrestre.
Para el 2021, Ciudad Obregón recibió a 355,302 pasajeros, mientras que en 2022 recibió a 430,276 pasajeros, según datos publicados por Aeropuertos y Servicios Auxiliares.
Su horario oficial de operación es de las 6:00 a las 18:00 horas.
Actualmente se realizan obras de ampliación de su pista de aterrizaje creciendo 500 metros hacia el sur y simultáneamente se construye un recinto fiscal estratégico que funcionará como una puerta de entrada para la recepción de materias primas y de salida para productos terminados a fin de que la mercancía salga embarcada directamente a su punto de destino y allí mismo se cumpla con los requisitos aduaneros de entrada y salida.

## Aerolíneas y destinos

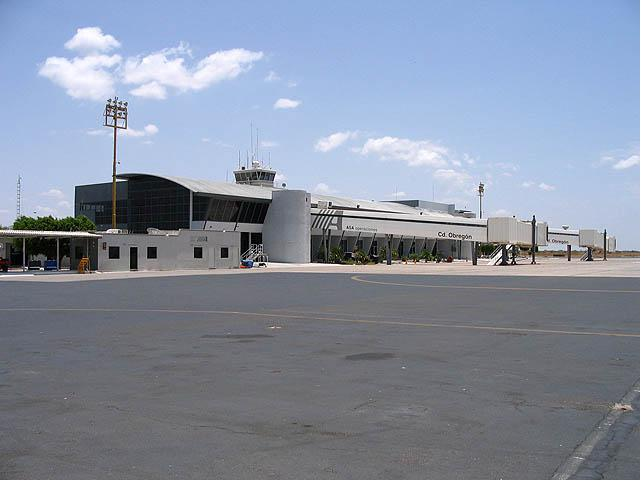
Lado aire del aeropuerto.

### Pasajeros
| Destinos por aerolínea                                    | Destinos por aerolínea                         | Destinos por aerolínea | Destinos por aerolínea |
| Aerolínea                                                 | Destinos                                       |                        |                        |
| --------------------------------------------------------- | ---------------------------------------------- | ---------------------- | ---------------------- |
| Aéreo Servicio Guerrero                                   | Ciudad Constitución, La Paz, San José del Cabo |                        |                        |
| Aeroméxico Connect                                        | Ciudad de México                               |                        |                        |
| AeroPacífico                                              | San José del Cabo                              |                        |                        |
| Viva                                                      | Ciudad de México–AIFA, Monterrey               |                        |                        |
| Volaris                                                   | Guadalajara, Tijuana                           |                        |                        |
| Total: 8 destinos (nacionales), 5 aerolíneas (nacionales) |                                                |                        |                        |

### Destinos nacionales
Se brinda servicio a 8 ciudades dentro del país a cargo de 5 aerolíneas. El destino de Aeroméxico es operado por Aeroméxico Connect.
| Ciudad Constitución (CUA) | • |   |   |   |   |   | 1 |
| Ciudad de México (MEX)    |   |   |   |   | • |   | 1 |
| Ciudad de México (NLU)    |   |   | • |   |   |   | 1 |
| Guadalajara (GDL)         |   | • |   |   |   |   | 1 |
| La Paz (LAP)              | • |   |   |   |   |   | 1 |
| Monterrey (MTY)           |   |   | • |   |   |   | 1 |
| San José del Cabo (SJD)   | • |   |   | • |   |   | 2 |
| Tijuana (TIJ)             |   | • |   |   |   |   | 1 |
| Total                     | 3 | 2 | 2 | 1 | 1 | 0 | 8 |

## Estadísticas

### Tráfico anual
Según datos publicados por la Agencia Federal de Aviación Civil, en 2024 el aeropuerto recibió 438,717 pasajeros, un aumento del 2.83% con el año anterior. 
| Año  | Pasajeros Totales | cambio en % | Movimiento de carga (t) | Operaciones aéreas |
| 2006 | 154,466           | Sin cambios | 291                     | 15,131             |
| 2007 | 163,655           | 5.95%       | 431                     | 16,347             |
| 2008 | 167,663           | 2.45%       | 543                     | 16,491             |
| 2009 | 187,554           | 11.86%      | 1,102                   | 16,618             |
| 2010 | 215,340           | 14.81%      | 1,297                   | 18,164             |
| 2011 | 211,472           | 1.80%       | 674                     | 14,351             |
| 2012 | 181,806           | 14.03%      | 207                     | 11,465             |
| 2013 | 191,242           | 5.19%       | 255                     | 10,779             |
| 2014 | 214,992           | 12.42%      | 240                     | 10,258             |
| 2015 | 245,492           | 14.19%      | 324                     | 10,801             |
| 2016 | 256,573           | 4.51%       | 306                     | 10,694             |
| 2017 | 303,405           | 18.25%      | 362                     | 10,975             |
| 2018 | 338,316           | 11.5%       | 452                     | 11,578             |
| 2019 | 373,337           | 10.35%      | 526                     | 10,605             |
| 2020 | 215,145           | 42.37%      | 324                     | 7,733              |
| 2021 | 355,302           | 65.15%      | 287                     | 10,191             |
| 2022 | 430,276           | 21.10%      | 294                     | 9,950              |
| 2023 | 426,724           | 0.82%       | 323                     | 9,358              |
| 2024 | 438,717           | 2.83        | 348                     | 8,786              |
| ---- | ----------------- | ----------- | ----------------------- | ------------------ |

### Rutas más transitadas
| Número | Ciudad                   | Pasajeros | Ranking     | Aerolínea                         |
| ------ | ------------------------ | --------- | ----------- | --------------------------------- |
| 1      | Tijuana, Baja California | 63,123    | 2           | Volaris                           |
| 2      | Guadalajara, Jalisco     | 58,118    | Sin cambios | Volaris                           |
| 3      | Ciudad de México         | 52,988    | 2           | Aeroméxico Connect, Viva, Volaris |
| 4      | Monterrey, Nuevo León    | 27,971    | Sin cambios | Viva                              |
| 5      | Valle de México          | 3,091     |             | Viva                              |

## Accidentes e incidentes
- El 22 de junio de 1995 se estrelló cerca del Aeropuerto de Tepic la aeronave Learjet 35A con matrícula XA-SWF operada por Aero Reservaciones Ejecutivas procedente del Aeropuerto de Ciudad Obregón. La aeronave estaba abordada por El Güero Palma y tenía como destino el  Aeropuerto de Toluca, sin embargo, se le informó al Güero Palma que el aeropuerto de Toluca estaba altamente vigilado por lo que ordenó regresar al Aeropuerto de Ciudad Obregón, el cual se encontraba cerrado por lo que pidió que abrieran el aeropuerto de Tepic para aterrizar. Después de 125 minutos de sobrevuelo en la ciudad de Tepic, elementos de la 13.ª zona militar recibieron el informe de la aeronave estrellada cerca del Aerpuerto, causando la muerte de 2 de sus 9 ocupante y la detención del resto.[6]

- El 28 de enero de 2012 una aeronave Cessna 172N Skyhawk con matrícula XB-IVK que realizaba un vuelo local de pruebas sobre el Aeropuerto de Ciudad Obregón, tuvo una falla de motor que obligó al piloto a intentar un aterrizaje de emergencia en el aeropuerto, sin embargo, la aeronave no alacanzó a llegar a la pista. Los 3 ocupantes resultaron heridos.[7][8]

- El 10 de mayo de 2019 una aeronave Bombardier CRJ-100PF con matrícula XA-MCB operado por TUM AeroCarga que cubría un vuelo entre el Aeropuerto de Ciudad Juárez y el Aeropuerto de Ciudad Obregón tuvo una falla en el sistema de frenos tras aterrizar en el aeropuerto sonorense, lo que causó un bloqueo en las ruedas del tren principal, haciendo que se poncharan los 4 neumáticos y causando un cese en las operaciones del aeropuerto durante 24 horas. Los 2 tripulantes resultaron ilesos.[9][10]

- El 27 de mayo de 2011 una aeronave Cessna 208B Grand Caravan con matrícula XA-UJF de Aéreo Servicio Guerrero que operaba un vuelo entre el Aeropuerto de Ciudad Obregón y el Aeropuerto de Cabo San Lucas tuvo una excursión de pista al aterrizar en su destino. 3 de los 12 ocupantes resultaron heridos.[11]

## Aeropuertos cercanos[12]
- Aeropuerto Internacional General José María Yáñez (124km)
- Aeropuerto Internacional Federal del Valle del Fuerte (204km)
- Aeropuerto Internacional de Loreto (217km)
- Aeropuerto Internacional General Ignacio Pesqueira García (223km)
- Aeropuerto Internacional de La Paz (366km)